# Michał Jerzy Poniatowski
Michał Jerzy Poniatowski   (Gdańsk, 12 d'octubre de 1736 - Varsòvia, 12 d'agost de 1794) escuder de Ciołek - gran secretari de la Corona de 1768, bisbe de Płock de 1773, últim primat de la Primera República de 1784, membre de la Guàrdia de Drets, degà del capítol col·legiata Joan Baptista a Varsòvia el 1768, abat del comandant a Czerwiński el 1782, membre de la confederació de Targowica, president del Comitè Nacional d'Educació, Membre de la Royal Society, maçó, un membre de la Confederació dels Quatre en 1788 anys.
Fill de Estanislau August, Castellà de Cracòvia i de Konstancja Czartoryska, era el germà petit de Estanislau. Els seus fills naturals van ser l'economista Piotr Maleszewski, així com el coronel Kazimierz Oborski. Des de ben jove va exercir el servei públic. Després de complir els sis anys, va ser educat al Collegium Varsoviense per sacerdots de les Theatines. Destinat pels seus pares al clergat, va anar a Roma el 1754 a cura del sacerdot Antonio Maria Portalupi. L'objectiu de la seva estada a la capital de l'Estat de l'Església no era estudiar teologia (Poniatowski va prendre només un curs breu i privat de dret canònic), sinó establir relacions amb alts representants de la cort papal: incl. Giovanni Francesk Albani, cardenal protector de la Commonwealth i Camill Paolucci, antic nunci a Varsòvia i Viena. L'agost de 1754 va ser admès a l'Acadèmia literària romana "Arkadia".ç
Va tornar al país a la tardor de 1755. L'any següent, es va incorporar al seminari Świętokrzyskie de sacerdots missioners a Varsòvia, on la seva formació va ser dirigida pel sacerdot Piotr Hiacynt Śliwicki, un inspector de la província polonesa. Després de rebre les ordres ordenades, el 12 de desembre de 1756 fou instal·lat com a canonge de Stanisławiec al capítol de Cracòvia. Va ser ordenat sacerdot el 31 de maig de 1760 pel bisbe de Płock Hieronim Antoni Szeptycki a l'església de Varsòvia de St. Creu. El 1762 va ser coautor de la custòdia de Gniezno, alhora, els anys 1760-1764, va ser secretari del seu oncle i també padrí de Michał Fryderyk Czartoryski, gran canceller de Lituània. Després de l'elecció de Stanisław August, es va convertir en membre del consell de gabinet reial, l'acta del qual va enregistrar. El dia de la coronació de Stanisław August, 25 de novembre de 1764, va ser condecorat amb l'ordre de l'Àguila Blanca. Un dels primers batxillers de l'Orde de St. Stanisława 1765, fou simultàniament el secretari i responsable d'almoina d'aquesta decoració.
Nominat el 1764 al abat comandant de Czerwinski (va ocupar aquest càrrec fins a la seva mort), el 1768 va ser nomenat gran secretari de la Corona. Nomenat el 1773 pel papa Climent XIV, bisbe de Płock, va rebre el sagrament episcopal el 3 d'octubre d'aquest any de mans del nunci papal a Polònia, Giuseppe Garampi a la col·legiata de Varsòvia de St. Joan. designat pel bisbe de Cracòvia Kajetan Sołtyk com a coautor seu, es va convertir en l'administrador real de la diòcesi el 1782, la gestió de la qual també es va conservar després de 1784 (malgrat la seva dimissió), quan va ser elevat a la dignitat de l'arquebisbe de Gniezno i del Primat.
Un mes després després de l'Insurrecció de Kosciuszko, Michał Poniatowski ca caure greument malalt. Els fragments publicats del diari d'Hipolit Kownacki, un jutje primari, que va informar amb precisió del curs de la seva malaltia i de les circumstàncies de la seva mort, argumenten que va ser ràpid, però la mort no va ser ràpida. Els primers dies de la malaltia, el primat feia passejos de carro curts cada dia, i al matí escoltava la missa a la seva capella privada. Tot i això, va caure en una coma cada cop més intrusiva. El 9 d'agost, dissabte, la seva salut era prou alarmant com per alertar els metges Jan Boeckler i Ernest Dunquerque. Kownacki va assenyalar: "el príncep no va menjar, sinó que només mirava i sostenia el que se li donava, i només responia i parlava tant com se li demanava, i amb els ulls parats en un pal com si dormia i mirava".
Els metges convocats van intentar aplicar una medicina, que el pacient es va negar a prendre. El 10 d'agost, coneixien prou la progressió de la malaltia per reconèixer que la mort era pràcticament inevitable. La crisi es va produir la nit de l'11 al 12 d'agost. Equipat amb els sagraments, el primat va morir 30 minuts després de la mitjanit.